# Ophiochiton lentus
Ophiochiton lentus är en ormstjärneart som beskrevs av George Richard Lyman 1879. Ophiochiton lentus ingår i släktet Ophiochiton och familjen Ophiochitonidae. Inga underarter finns listade i Catalogue of Life.